# 皮莱韦克
皮莱韦克（法語：Puy-l'Évêque，法語發音：[pɥi levɛk]）是法国洛特省的一个市镇，位于该省西部，属于卡奥尔区。

## 地理
皮莱韦克（44°30'16"N, 1°8'18"E）面积26.38 平方千米，位于法国奧克西塔尼大區洛特省，该省份为法国西南部内陆省份，北起顺时针与科雷兹省、康塔爾省、阿韦龙省、塔恩-加龙省、洛特-加龍省和多尔多涅省接壤。
与皮莱韦克接壤的市镇（或旧市镇、城区）包括：普赖萨克、卡萨涅、迪拉韦勒、弗洛雷萨、格雷泽尔、蒙卡布里耶、佩斯卡杜瓦尔、波马雷德、洛特河畔维尔。

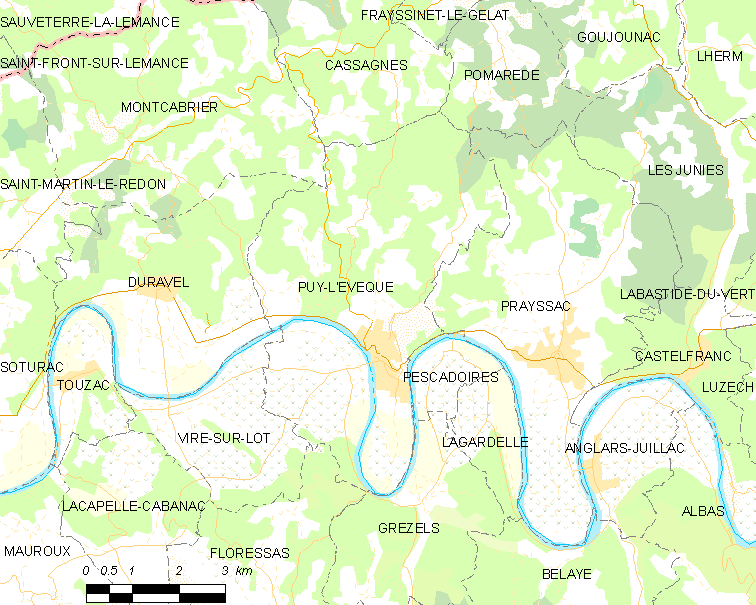
皮莱韦克的OSM定位图

皮莱韦克的时区为UTC+01:00、UTC+02:00（夏令时）。

## 行政
皮莱韦克的邮政编码为46700，INSEE市镇编码为46231。

## 政治
皮莱韦克所属的省级选区为皮莱韦克县。

## 人口

1962-2008年间皮莱韦克人口变化图示

皮莱韦克于2022年1月1日时的人口数量为1870人。